# Айла, Сафие
Сафие Айла (14 июля 1907 — 14 января 1998) — турецкая певица, одна из самых известных исполнительниц турецкой классической музыки.

## Биография
Родилась 14 июля 1907 года в Стамбуле. Отец Сафие Мысырлы Ниджазизаде-хафиз Абдуллах-бей Египетский, умер ещё до её рождения. Мать Сафие умерла, когда девочке было три года. После этого Сафие Айла была отдана в приют, расположенный в Бебеке. Там она получила начальное образование. Затем окончила педагогический лицей в Бурсе. После окончания лицея недолгое время работала учительницей.
Обучалась игре на пианино. Её преподавателем был Мустафа Сынар, одновременно с этим начала петь в казино.
Работала с Есари Асым Арсоем, Хафизом Ахмет Ирсоем, Селахаттином Пынаром, Садеттином Кайнаком и Уди Неврес Беем. В 1932 году Сафие Айла выступила перед Ататюрком и стала одной из его любимых певиц.
В 1950 году она вышла замуж за Шерифа Мухиддина Таргана. Песни Сафие Айлы часто передавали по радио, она записала более 500 пластинок.
Сафие Айла, Мюзейен Сенар и Хамиет Юджесес известны в Турции как «Üç Dev Çınar».
Сафие Айла умерла 14 января 1998 года в Стамбуле. Похоронена на кладбище Зинджирликую.
Именем Сафие Айлы назван песенный конкурс для молодых исполнителей.